# U-20-Fußball-Afrikameisterschaft 2015
Die U-20-Fußball-Afrikameisterschaft 2015 war die 19. Auflage des vom Afrikanischen Fußballverband (CAF) organisierten Turniers für Junioren-Fußball-Nationalmannschaften (U-20) Afrikas. Das Turnier wurde vom 8. bis 22. März 2015 im Senegal ausgetragen. Sieger wurde Nigeria durch einen 1:0-Sieg gegen die Gastgeber. Die beiden Finalisten sowie die unterlegenen Halbfinalisten Ghana und Mali qualifizierten sich für die U-20-Weltmeisterschaft 2015 in Neuseeland.

## Teilnehmer
Die folgenden Mannschaften qualifizierten sich für die Endrunde:
- Elfenbeinküste
- Ghana
- Republik Kongo
- Mali
- Nigeria
- Sambia
- Senegal
- Südafrika

## Modus
Die Mannschaften spielten zunächst eine Vorrunde in zwei Gruppen mit je vier Mannschaften. Bei Punktgleichheit entschied der direkte Vergleich über die Platzierung. Die beiden Erstplatzierten jeder Gruppe qualifizierten sich für das Halbfinale. Dort wurde bei Gleichstand eine Verlängerung und ggf. ein Elfmeterschießen ausgetragen.

## Gruppe A
| Pl. | Verein         | Sp. | S | U | N | Tore    | Diff. | Punkte |
| --- | -------------- | --- | - | - | - | ------- | ----- | ------ |
| 1.  | Nigeria        | 3   | 2 | 1 | 0 | 009:400 | +5    | 07     |
| 2.  | Senegal        | 3   | 1 | 1 | 1 | 007:800 | −1    | 04     |
| 3.  | Elfenbeinküste | 3   | 0 | 3 | 0 | 005:500 | ±0    | 03     |
| 4.  | Republik Kongo | 3   | 0 | 1 | 2 | 005:900 | −4    | 01     |

## Gruppe B
| Pl. | Verein    | Sp. | S | U | N | Tore    | Diff. | Punkte |
| --- | --------- | --- | - | - | - | ------- | ----- | ------ |
| 1.  | Mali      | 3   | 3 | 0 | 0 | 004:100 | +3    | 09     |
| 2.  | Ghana     | 3   | 2 | 0 | 1 | 004:200 | +2    | 06     |
| 3.  | Südafrika | 3   | 1 | 0 | 2 | 006:600 | ±0    | 03     |
| 4.  | Sambia    | 3   | 0 | 0 | 3 | 003:800 | −5    | 0      |

## Halbfinale
|         |   |         |     |
| Nigeria | – | Ghana   | 2:0 |
| Mali    | – | Senegal | 1:2 |

## Spiel um den dritten Platz
|       |   |      |     |
| Ghana | – | Mali | 3:1 |

## Finale
|               |   |         |     |
| 22. März 2015 |   |         |     |
| Nigeria       | – | Senegal | 1:0 |

Nigeria wurde durch ein Tor von Bernard Bulbwa zum siebenten Mal Afrikameister.

## Schiedsrichter
Hauptschiedsrichter:
- Joshua Bondo
- Juste Ephrem Zio
- Thierry Nkurunziza
- Aurélien Juenkou Wandji
- Ibrahim Aly el-Said
- Bienvenu Sinko
- Davies Ogenche Omweno
- Mohamed Ragab Omar
- Mahamadou Keita
- Rédouane Jiyed
- Daouda Gueye
- Hagi Wiish
- Mutaz Abdelbasit Khairalla

Schiedsrichterassistenten:
- Mokrane Gourari
- Elvis Noupue
- Issa Yaya
- Olivier Safari Kabene
- Berhe O'Michael
- Kindie Mussie
- David Laryea
- Sidiki Sidibe
- Abderahmane Warr
- Abel Baba
- Ababacar Sene
- Hensley Danny Petrousse
- Mothibidi Stevens Khumalo
- Faouzi Jridi
- Mark Ssonko

## Weltmeisterschaft
Nigeria, Senegal, Ghana und Mali qualifizierten sich für die U-20-Weltmeisterschaft 2015 in Neuseeland. Dort beendete Nigeria die Vorrunde hinter Brasilien als Zweiter. Im Achtelfinale schied der Afrikameister gegen Deutschland aus. Der Senegal beendete die Vorrunde hinter Portugal und Kolumbien auf dem dritten Platz. Nach einem Sieg im Achtelfinale gegen die Ukraine und im Viertelfinale gegen Usbekistan unterlag der Senegal im Halbfinale dem späteren Weltmeister Serbien und im Spiel um den dritten Platz Mali. Mali hatte die Vorrunde hinter Serbien und Uruguay auf dem dritten Platz beendet und sich im Achtelfinale gegen Ghana durchgesetzt. Nach einem Sieg im Viertelfinale gegen Deutschland unterlag Mali im Halbfinale Brasilien. Ghana hatte seine Vorrundengruppe vor Österreich, Argentinien und Panama gewonnen.